# Bahnhof Mâcon-Loché TGV
Der Bahnhof Mâcon-Loché TGV ist ein Fernverkehrsbahnhof an der Schnellfahrstrecke LGV Sud-Est am Rand des Stadtgebiets der französischen Stadt Mâcon im Département Saône-et-Loire. Nur wenige hundert Meter entfernt liegt der Ort Loché, eine mit Macon verbundene Commune associée. Der benachbarten Bahnhöfe an der LGV sind Le Creusot TGV im Norden und Lyon Part-Dieu im Süden.
Der Bahnhof ging am 27. September 1981 mit der Schnellfahrstrecke in Betrieb. Er besitzt zwei Durchfahrtsgleise und zwei Überholgleise mit jeweils einem Außenbahnsteig und kann auf diesen mit 270 Kilometern pro Stunde durchfahren werden. Im Bahnhof beginnt die Verbindungskurve Mâcon-Sud zur Bahnstrecke Paris–Marseille.

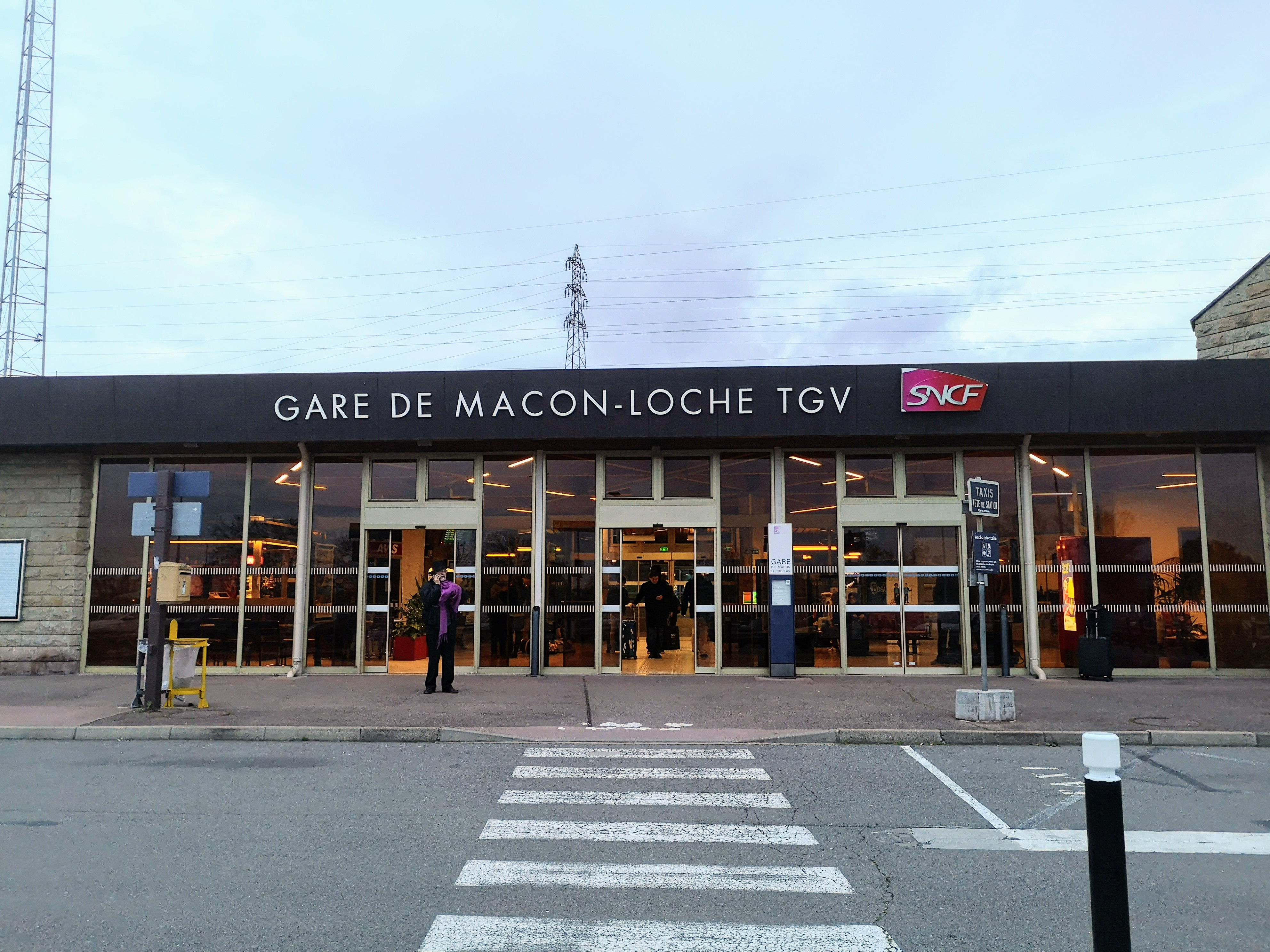
Empfangsgebäude

Am 14. September 1992 ereignete sich am Bahnhof der erste Hochgeschwindigkeitsunfall in der Geschichte des TGV, als ein TGV bei einer Geschwindigkeit von 270 km/h entgleiste. Einige auf dem Bahnsteig wartende Personen wurden durch Schotterflug verletzt.